# Oleksandr Nad'
Oleksandr Arpadovyč Nad' (in ucraino Олександр Арпадович Надь?; Užhorod, 2 settembre 1985) è un ex calciatore ucraino, di ruolo portiere.

## Biografia
È nato a Užhorod, allora cittadina dell'Unione Sovietica, oggi parte dell'Ucraina, situata a pochi km dal confine con l'Ungheria. Possiede il doppio passaporto ucraino e ungherese.

## Carriera
Ha giocato nella massima serie ucraina, rumena e in Ungheria nella prima e seconda divisione locale.

## Palmarès

### Club

#### Competizioni nazionali
- Perša Liha: 2

Hoverla: 2008-2009, 2011-2012